# Oh Sang-eun
Oh Sang-eun (n. 13 aprilie 1977, Daegu, Coreea de Sud) este un jucător de tenis de masă ce a reprezentat Coreea de Sud, medaliat olimpic. A participat la 4 ediții ale Jocurilor Olimpice (2000, 2004, 2008, 2012) în care a câștigat o medalie de argint și o medalie de bronz.